# 로베르트소나섬

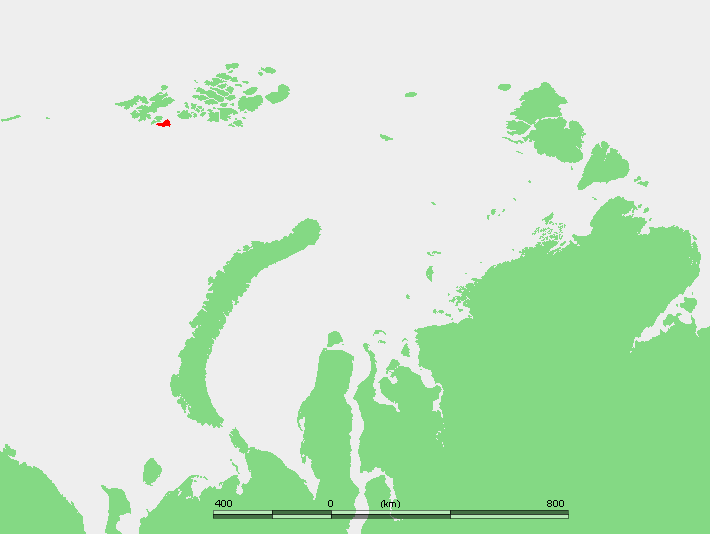

로베르트소나섬(러시아어: Остров Робертсона)은 러시아 북부에 있는 섬으로, 제믈랴프란차이오시파 제도를 구성하는 섬 중 하나이다. 이 섬은 1904년에 스코틀랜드의 탐험가 토머스 로버트슨을 따서 명명되었다.
노르트브루크섬 동쪽에 위치하고 있다.